# Musée de la mine de Champagnac
Le musée de la mine de Champagnac, inauguré en 1991, est consacré à l'histoire des mines de charbon du bassin de Champagnac, dans le département français du Cantal en région Auvergne-Rhône-Alpes.

## Localisation
Le musée se situe route de Veyrières, au sud-est du bourg.

## Organisation du bâtiment
Le musée est organisé en deux salles d'exposition avec outils, matériel, photos, plans, maquettes, vidéo et témoignages.

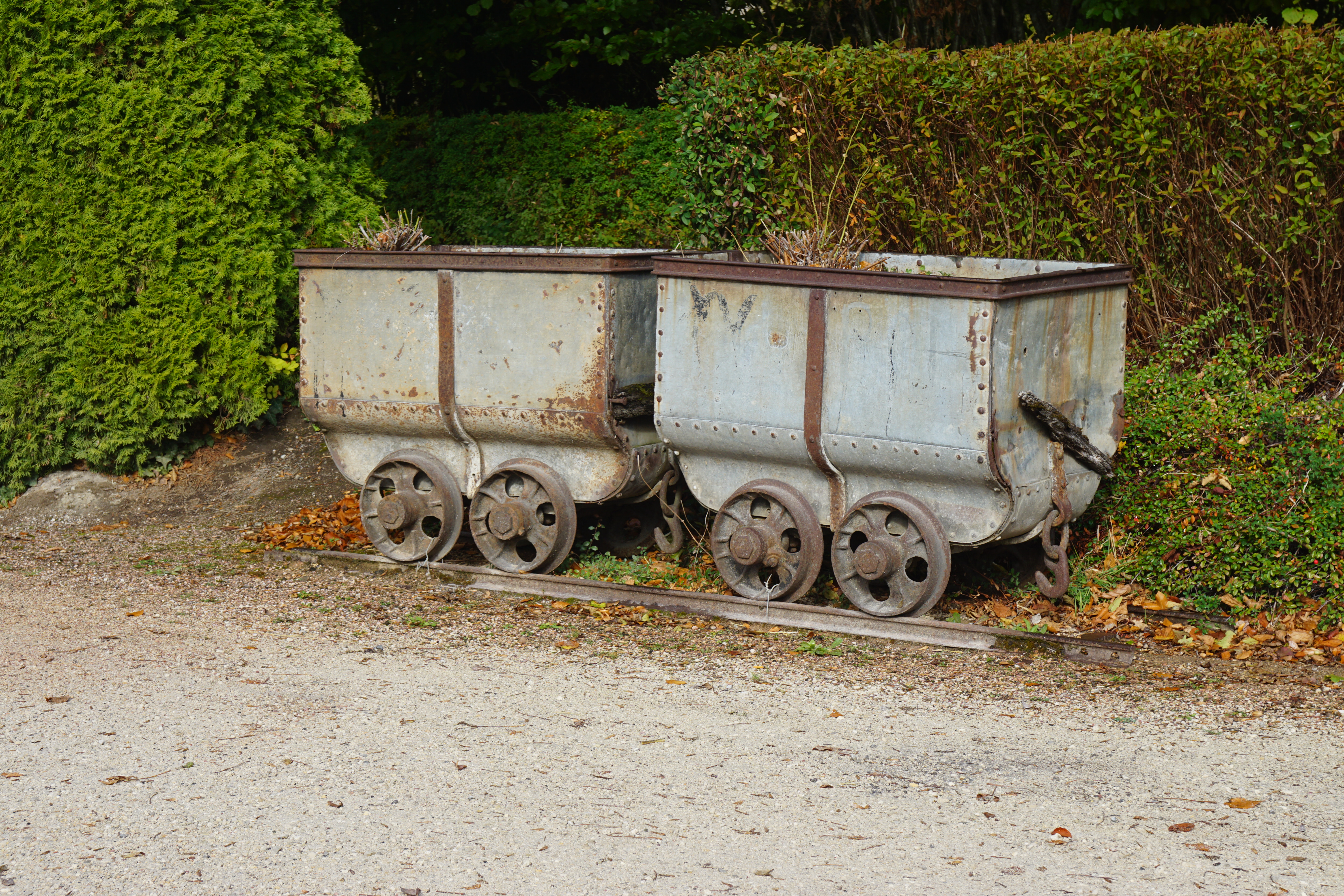
Berlines (wagonnets de mine) devant le musée.
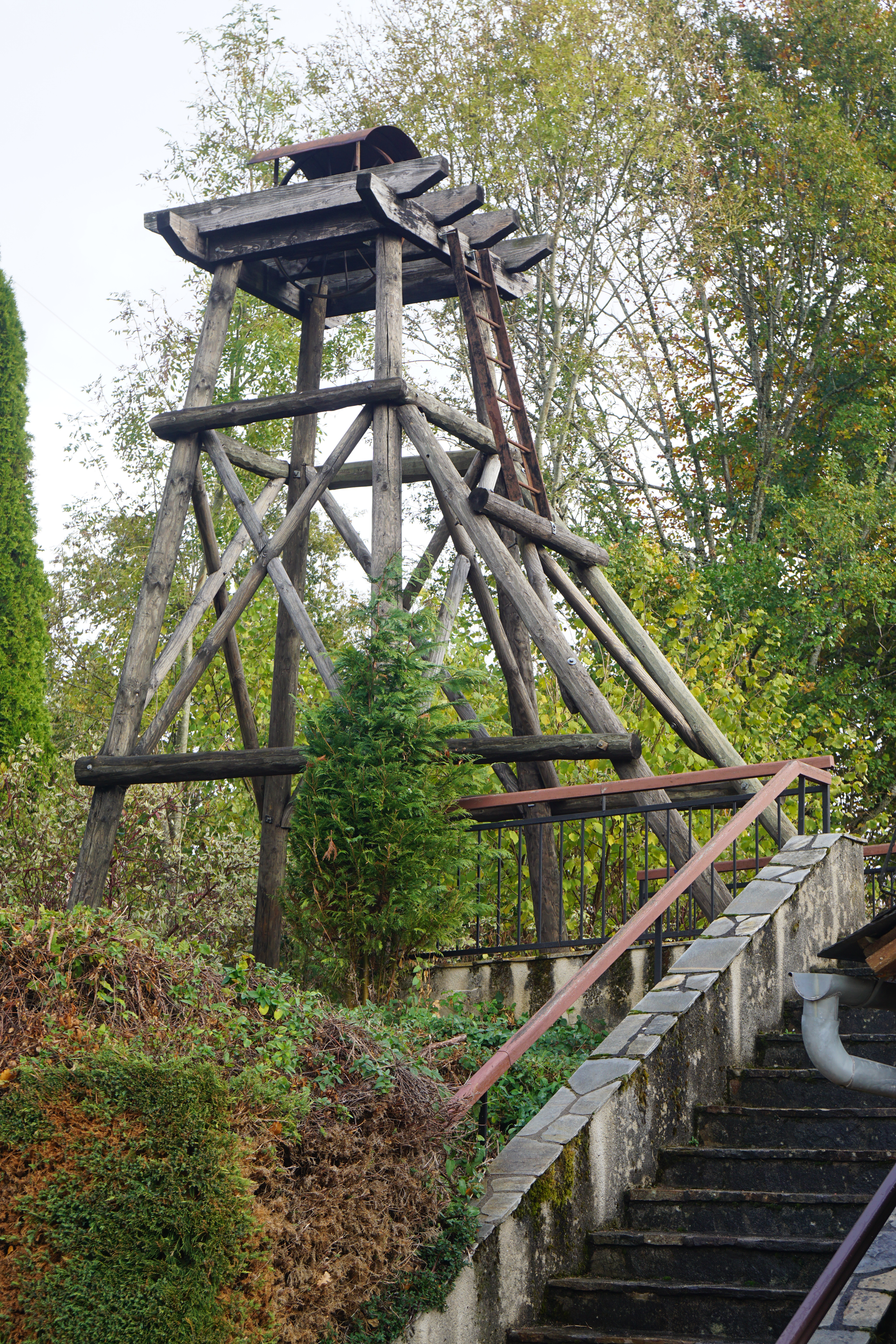
Chevalement en bois reconstitué.
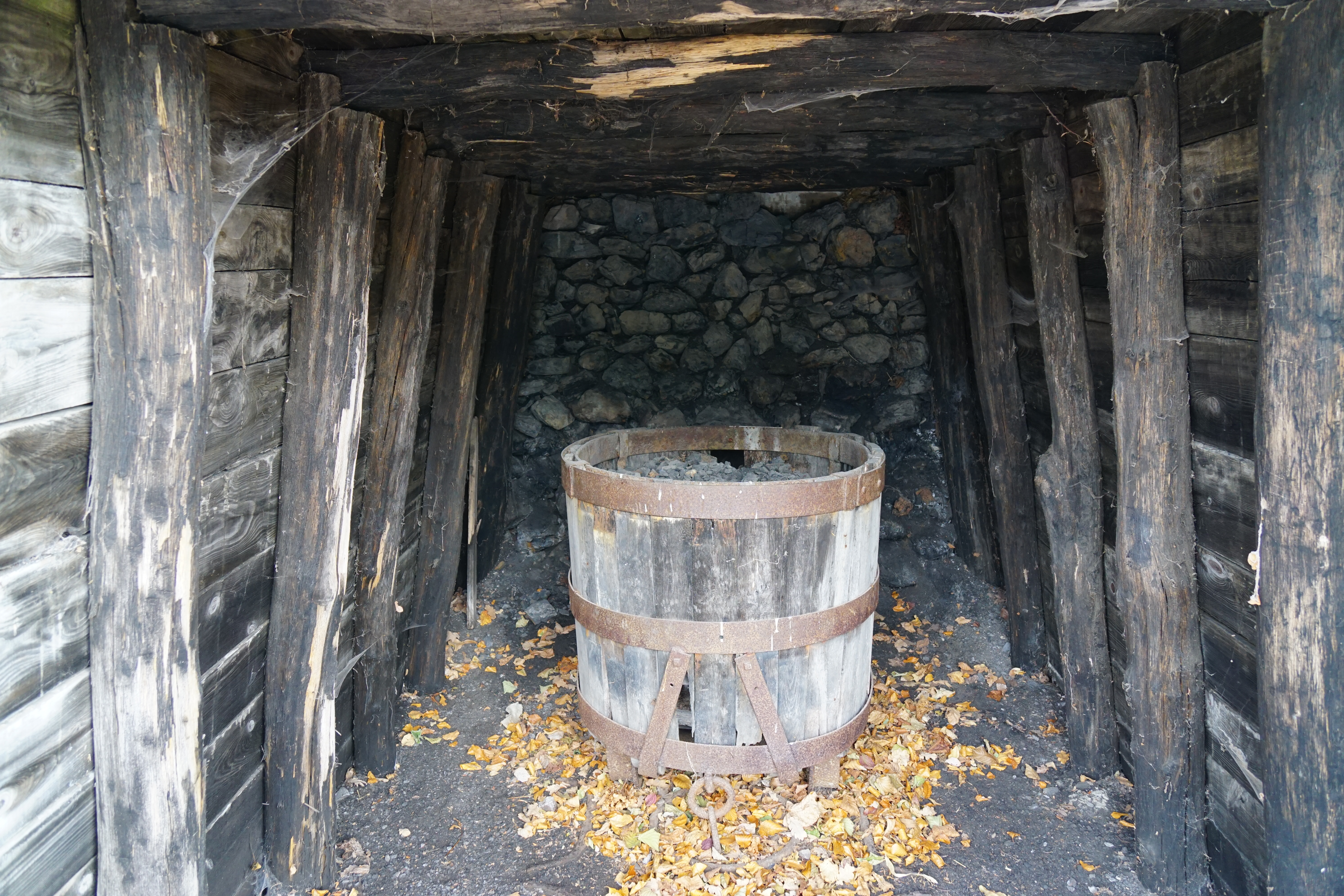
Reconstitution de galerie de mine devant le musée.
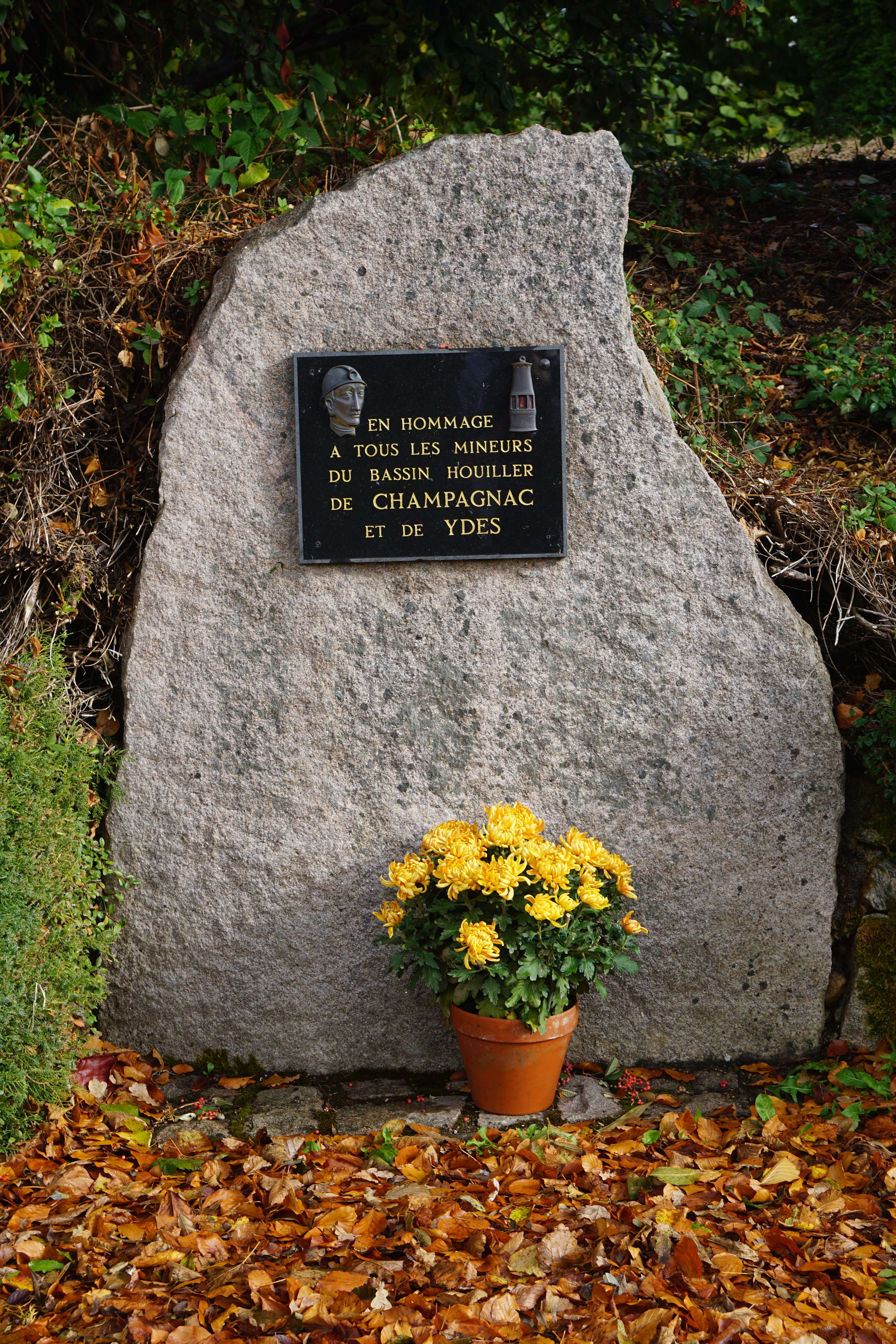
Plaque commémorative.
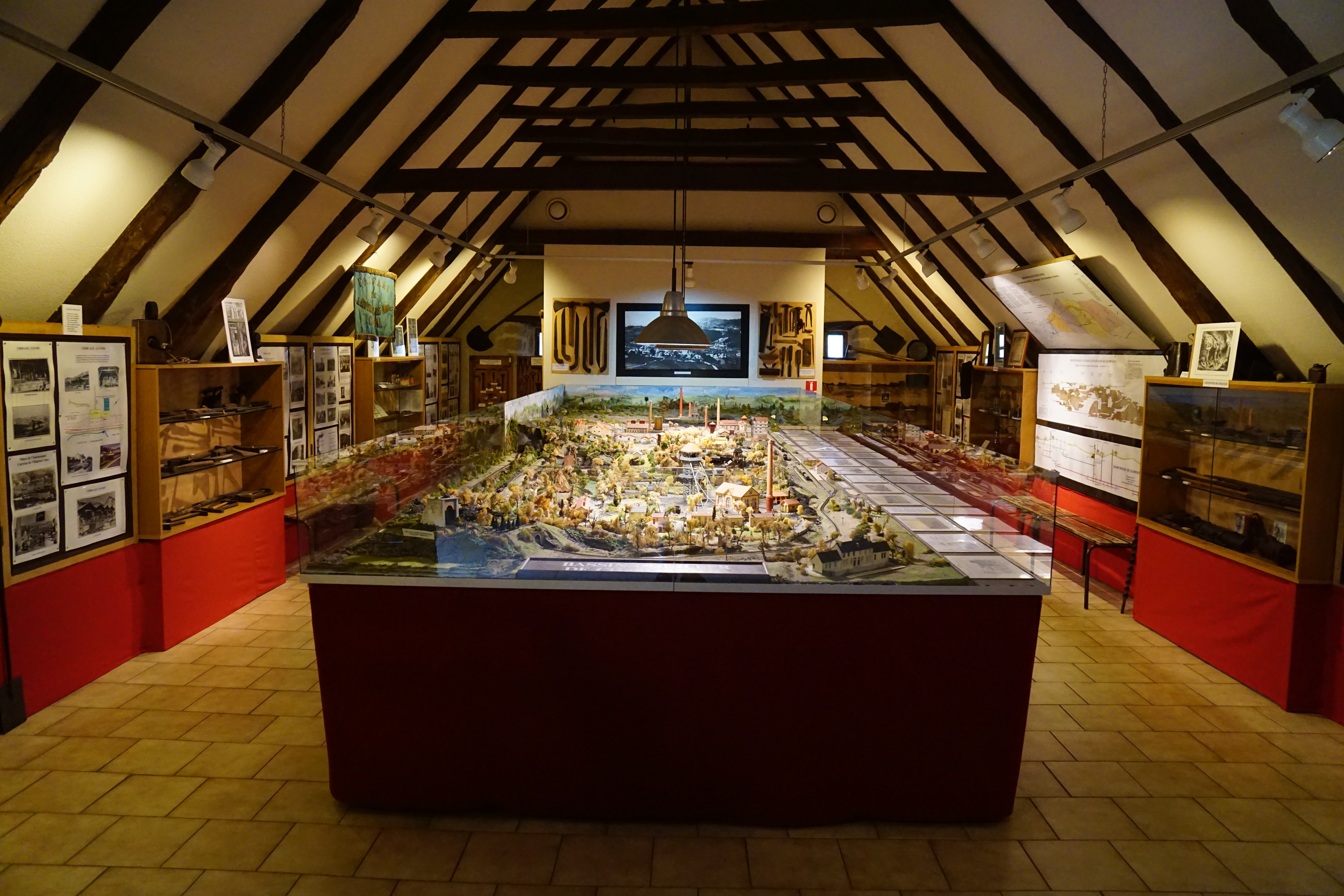
L'intérieur du musée avec une vaste maquette du bassin minier.

## Histoire

### Exploitation minière
L'exploitation démarre de façon artisanale au Moyen Âge pour une utilisation locale (par exemple pour les forgerons). L'extraction s'industrialise dès 1842 après que plusieurs entrepreneurs aient obtenu des concessions de la part de Louis Philippe à partir de 1836. L'exploitation se développera progressivement pour atteindre son apogée au début du XXe siècle avant de fermer en 1959. La mine, déjà en déclin depuis plusieurs années, et n'avait alors plus que 300 employés alors qu'elle en comptait plus de 800 à son apogée.
La mine contribuera fortement au développement des bourgs de Champagnac et d'Ydes, reliés au réseau ferré en 1882 par la ligne de Bourges à Miécaze. La mine fut la principale activité du bassin de Champagnac jusqu'à sa fermeture en 1959.

Les mines en activité d'Ydes-Champagnac.
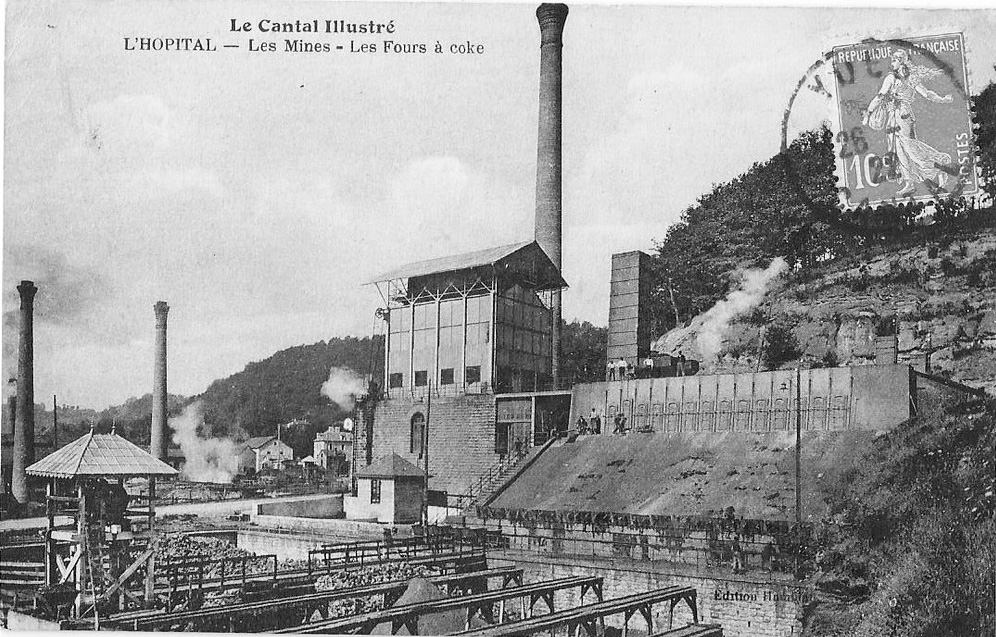
Les fours à coke.
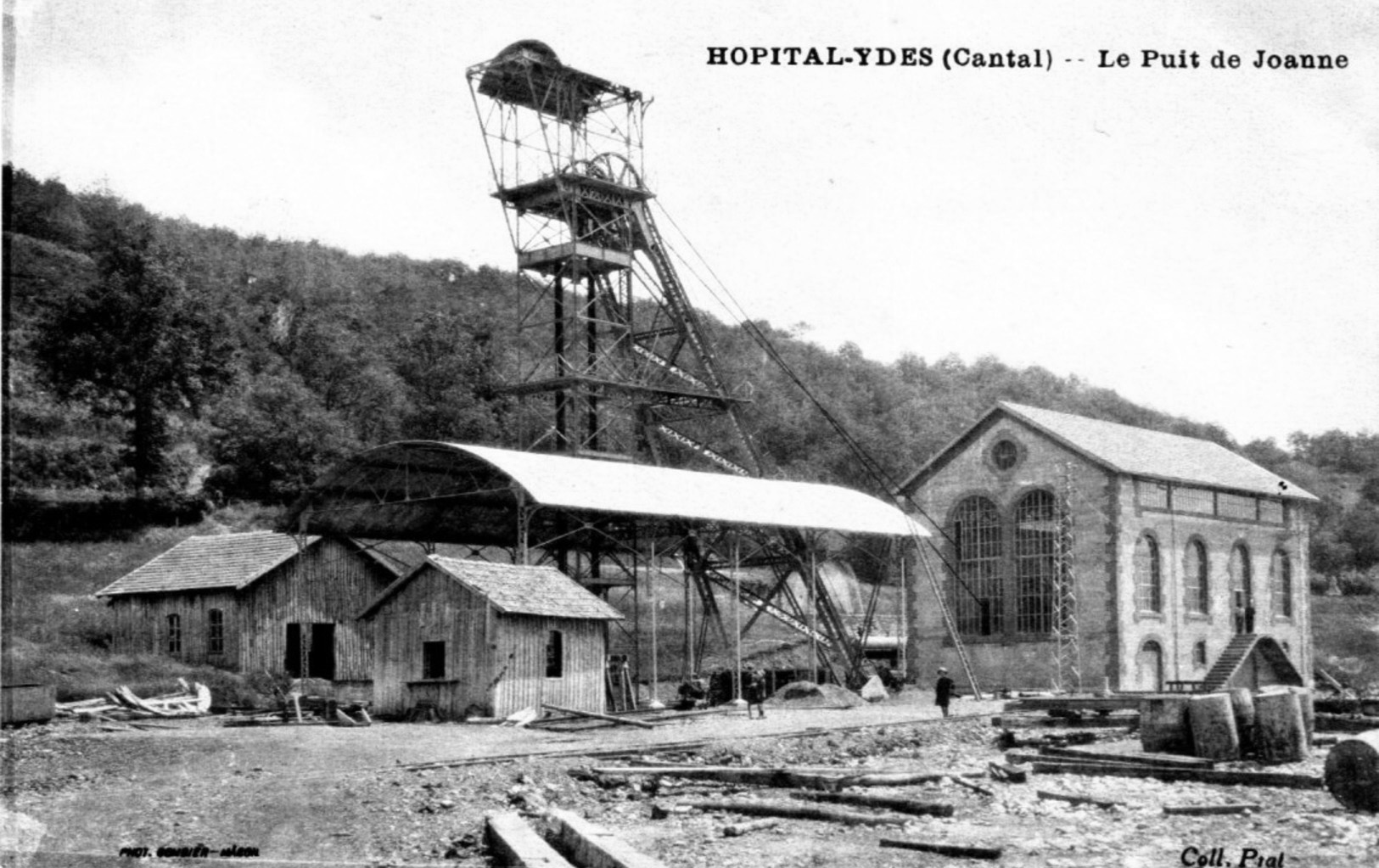
Le puits Pochat.
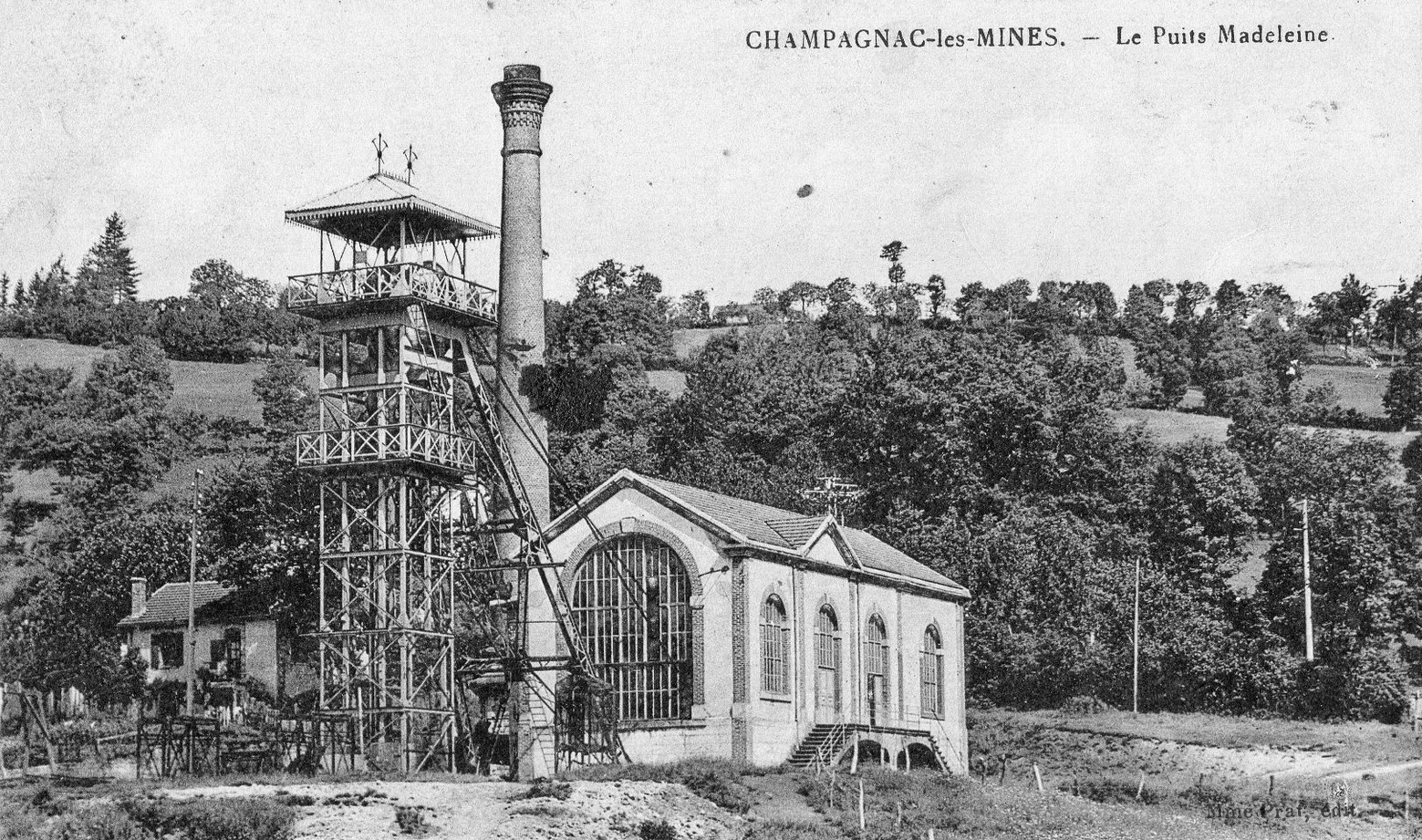
Le puits Madeleine.
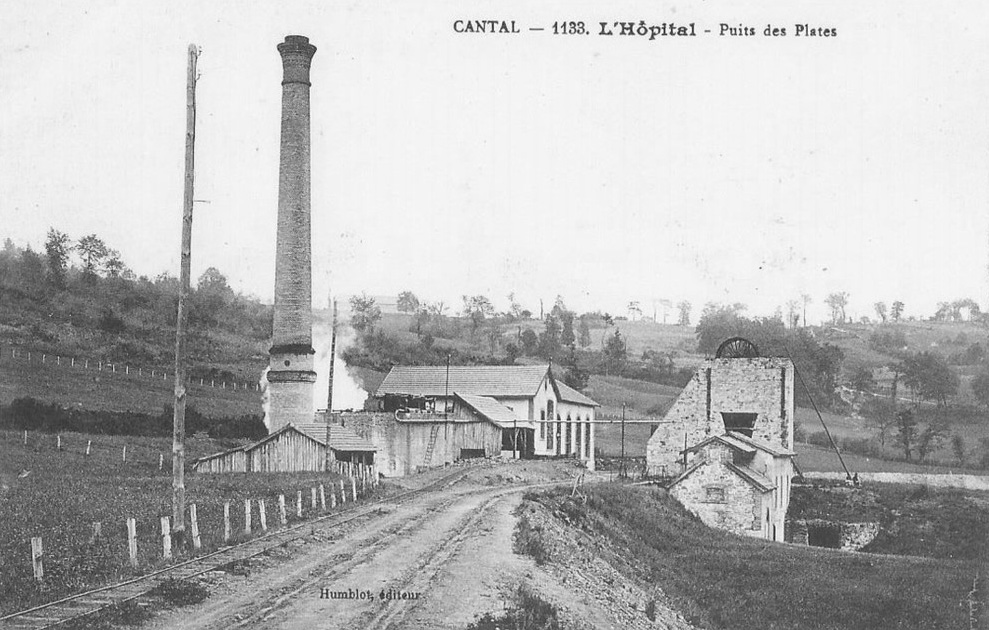
Le puits des Plattes.

### Musée
En 1988, une exposition est organisée à la mairie de Champagnac, celle-ci rencontra un grand succès et s'agrandit par des dons de particuliers. Devant ce succès et la pièce dédié à l'exposition devenant trop petite, il fut décidé de créer un musée.
Le musée de la mine démarre en 1991 dans une grange rénovée pour l'occasion. Les travaux débutèrent ainsi qu’en janvier 1991 et s’achevèrent en juin et eurent un cout total de 1 million de francs. Le musée fut ainsi inauguré le 29 aout 1991 en présence d’élus locaux et de Valéry Giscard d’Estaing alors président de la région Auvergne qui avait participé au financement du projet. Le musée fut d'abord géré par une association dans le cadre d'une convention municipale jusqu'en 1995, depuis le musée est géré directement par la commune. Il a été agrandi en 2007 avec l'aménagement de la seconde pièce.
Il accueille entre 500 et 700 visiteurs par an et est ouvert l'été toutes les après-midi.